# Медова трава вовниста
Медова трава вовниста, медова трава шерстиста (Holcus lanatus L.) — вид трав'янистих рослин родини тонконогові (Poaceae). Етимологія: лат. lanatus — «вовнистий, шерстистий».

## Опис
Багаторічник. Стебла густо запушені, прямовисні чи колінчасто висхідні, 20–80(120) см завдовжки. Кореневища відсутні. Листя і піхви від м'яко рідко до щільно запушених. Піхви 1–2,5(4) мм довжиною. Листові пластинки довжиною 4–20 см, шириною 3–10 мм; середньо зелені або сіро-зелені. Суцвіття — волоть (3)7–14(17) см завдовжки, 1–8 см в ширину. Колоски від тупих до підгострих на вершині, еліптичні, стислі з боків; 4–6 мм довжиною.

## Поширення
Північна Африка: Алжир, Марокко, Туніс; Азія: Ліван, Туреччина, Азербайджан, Грузія, Росія; Європа: Білорусь, Естонія, Латвія, Литва, Україна, Австрія, Бельгія, Чехія, Німеччина, Угорщина, Нідерланди, Польща, Словаччина, Швейцарія, Данія, Ірландія, Норвегія, Швеція, Велика Британія, Албанія, Боснія і Герцеговина, Болгарія, Хорватія, Греція, Італія, Румунія, Сербія, Словенія, Франція, Португалія, Іспанія. Натуралізований та культивується в інших частинах світу.
В Україні зростає на луках, в розріджених лісах (переважно суборах), на лісових галявинах, серед кущів — У Поліссі (крім східної частини), західних лісових районах, Карпатах і Південному Криму часто; в Лісостепу рідко; в Степу 1 місце в Комишуваському районі Запорізької області.

## Галерея

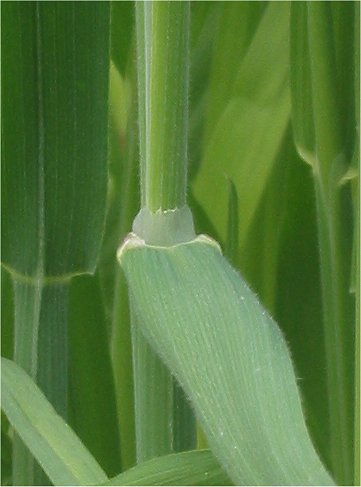
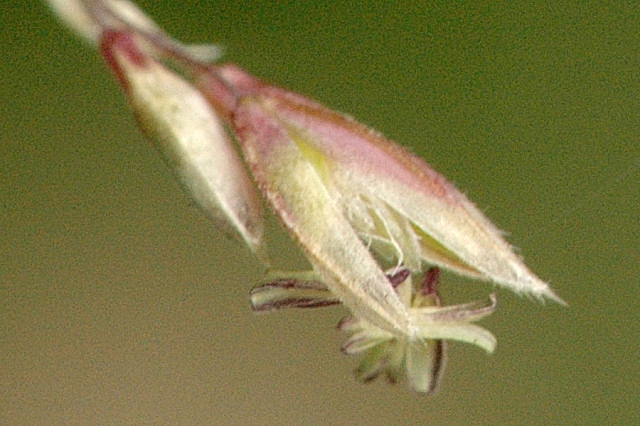